# Bachstrom Point
Der Bachstrom Point ist eine Landspitze an der Graham-Küste des Grahamlands auf der Antarktischen Halbinsel. Sie liegt am Nordostufer der Beascochea-Bucht bzw. an der Südseite der Kiew-Halbinsel in einer Entfernung von 13 km südöstlich des Kap Pérez. Sie trennt die Einfahrt zur Field Cove im Westen von derjenigen zur Adie Cove im Osten.
Erstmals kartiert wurde sie während der British Graham Land Expedition (1934–1937) des australischen Polarforschers John Rymill. Das UK Antarctic Place-Names Committee benannte sie im Jahr 1959 nach dem Theologen, Mediziner, Techniker und Schriftsteller Johann Friedrich Bachstrom (1686–1742), der im Jahr 1734 Skorbut als Mangelerkrankung erkannte und die Verwendung von frischem Obst und Gemüse zur Prävention und Heilung empfahl.